# Requiem for the Indifferent
Requiem for the Indifferent – piąty album studyjny holenderskiej grupy muzycznej Epica. W Europie został wydany 9 marca 2012, a w USA 13 marca 2012. Nagrania poprzedził wydany 3 lutego 2012 roku singel pt. "Storm the Sorrow". Nagrania zadebiutowały na 104. miejscu listy Billboard 200 w Stanach Zjednoczonych sprzedając się w nakładzie 4800 egzemplarzy w przeciągu tygodnia od dnia premiery.

## Lista utworów
Opracowano na podstawie materiału źródłowego.
1. "Karma" (muz. Mark Jansen, Coen Janssen, Simone Simons, sł. Mark Jansen) – 1:32
2. "Monopoly on Truth" (muz. Isaac Delahaye, Mark Jansen, Simone Simons, sł. Mark Jansen, Simone Simons) – 7:11
3. "Storm the Sorrow" (muz. Coen Janssen, Simone Simons, sł. Simone Simons) – 5:12
4. "Delirium" (muz. Coen Janssen, Isaac Delahaye, Simone Simons, sł. Simone Simons) – 6:07
5. "Internal Warfare" (muz. Mark Jansen, Isaac Delahaye, Coen Janssen, sł. Simone Simons) – 5:12
6. "Requiem for the Indifferent" (muz. Mark Jansen, Isaac Delahaye, sł. Mark Jansen) – 8:34
7. "Anima" (muz. Mark Jansen) – 1:24
8. "Guilty Demeanor" (muz. Mark Jansen, sł. Mark Jansen) – 3:22
9. "Deep Water Horizon" (muz. Mark Jansen, Isaac Delahaye, Coen Janssen, sł. Simone Simons) – 6:32
10. "Stay the Course" (muz. Mark Jansen, Isaac Delahaye, Simone Simons, sł. Mark Jansen) – 4:25
11. "Deter the Tyrant" (muz. Isaac Delahaye, Mark Jansen, sł. Mark Jansen) – 6:37
12. "Avalanche" (muz. Mark Jansen, Isaac Delahaye, Simone Simons, sł. Simone Simons) – 6:52
13. "Serenade of Self-Destruction" (muz. Mark Jansen, Isaac Delahaye, Coen Janssen, sł. Simone Simons) – 9:55
14. "Nostalgia" (utwór dodatkowy w Europie) (muz. Mark Jansen, sł. Mark Jansen) – 3:26
15. "Twin Flames" (utwór dodatkowy w Ameryce Płn.) (muz. Mark Jansen, sł. Mark Jansen) – 5:02
16. "Twin Flames" (wersja regularna, utwór dodatkowy na iTunes) (muz. Mark Jansen, sł. Mark Jansen) – 4:47